# Jean Natal Ratsimialona
Jean Natal Ratsimialona (sinh ngày 23 tháng 5 năm 1978) là một cầu thủ bóng đá người Madagascar hiện tại thi đấu cho AS Adema.